# Becherbach (Nadrenia-Palatynat)
Becherbach – miejscowość i gmina w Niemczech, w kraju związkowym Nadrenia-Palatynat, w powiecie Bad Kreuznach, wchodzi w skład gminy związkowej Nahe-Glan. Do 31 grudnia 2019 wchodziła w skład gminy związkowej Meisenheim.